# 胸甲準項鰭鯰
胸甲準項鰭鯰是輻鰭魚綱鯰形目頸鰭鯰科的其中一種。

## 分布
本魚分布於南美洲秘魯的亞馬遜河流域。

## 特徵
本魚體色為深灰藍色，帶有微小的閃光白斑，容易令人聯想到午夜的天空。胸鰭和腹鰭之間的腹面呈銀白色，背鰭後位，呈白色，帶有黑色斑紋。雄魚尖尖的臀鰭前部向外延展，雄魚尾鰭的上葉較長。體長約11公分。

## 生態
本魚性情溫和，喜歡於夜間活動，有隱居的天性，屬雜食性。

## 經濟利用
觀賞魚，常在水族館中展示。